# Doizieux
Doizieux est une commune française située dans le département de la Loire en région Auvergne-Rhône-Alpes.

## Géographie
Le village est situé à 15 km de Saint-Chamond et 30 km de Saint-Étienne.

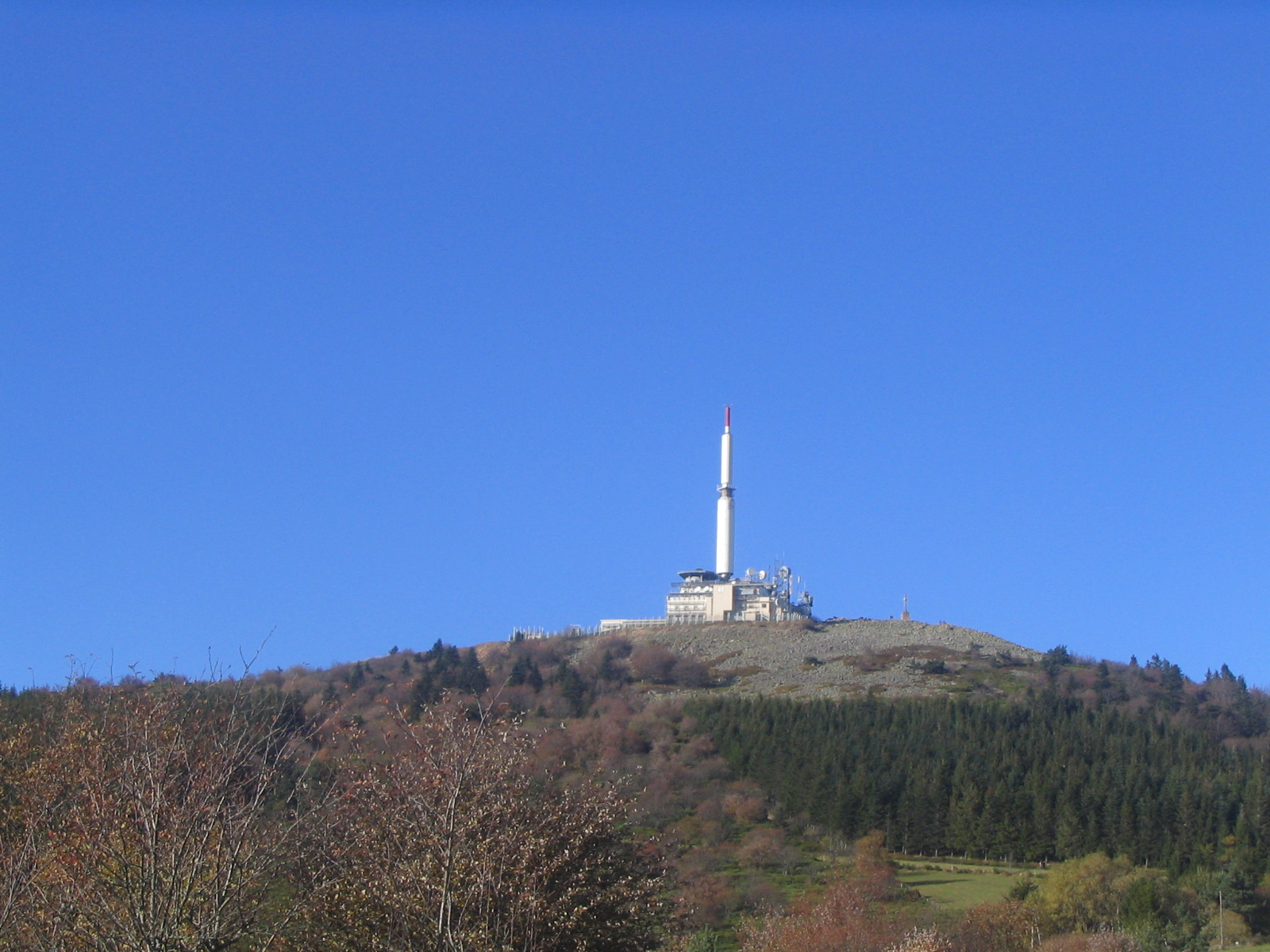
Le crêt de l'Œillon, situé sur la commune.

La superficie de la commune est de 28,07 km2 ; son altitude varie de 480  à   1 396 mètres.
| Saint-Chamond    | La Terrasse-sur-Dorlay | Saint-Paul-en-Jarez |
| La Valla-en-Gier | Doizieux               | Pélussin            |
|                  | Colombier, Véranne     | Roisey              |

### Climat
Pour des articles plus généraux, voir Climat d'Auvergne-Rhône-Alpes et Climat de la Loire.
En 2010, le climat de la commune est de type climat des marges montargnardes, selon une étude du Centre national de la recherche scientifique s'appuyant sur une série de données couvrant la période 1971-2000. En 2020, Météo-France publie une typologie des climats de la France métropolitaine dans laquelle la commune est exposée à un climat de montagne ou de marges de montagne et est dans la région climatique Nord-est du Massif Central, caractérisée par une pluviométrie annuelle de 800 à 1 200 mm, bien répartie dans l’année.
Pour la période 1971-2000, la température annuelle moyenne est de 9,9 °C, avec une amplitude thermique annuelle de 16,8 °C. Le cumul annuel moyen de précipitations est de 986 mm, avec 9,8 jours de précipitations en janvier et 6,6 jours en juillet. Pour la période 1991-2020, la température moyenne annuelle observée sur la station météorologique de Météo-France la plus proche, « St-chamond-p », sur la commune de Saint-Chamond à 8 km à vol d'oiseau, est de 12,5 °C et le cumul annuel moyen de précipitations est de 681,9 mm,. Pour l'avenir, les paramètres climatiques de la commune estimés pour 2050 selon différents scénarios d'émission de gaz à effet de serre sont consultables sur un site dédié publié par Météo-France en novembre 2022.

## Urbanisme

### Typologie
Au 1er janvier 2024, Doizieux est catégorisée commune rurale à habitat dispersé, selon la nouvelle grille communale de densité à sept niveaux définie par l'Insee en 2022.
Elle est située hors unité urbaine. Par ailleurs la commune fait partie de l'aire d'attraction de Saint-Étienne, dont elle est une commune de la couronne,. Cette aire, qui regroupe 105 communes, est catégorisée dans les aires de 200 000 à moins de 700 000 habitants,.

### Occupation des sols
L'occupation des sols de la commune, telle qu'elle ressort de la base de données européenne d’occupation biophysique des sols Corine Land Cover (CLC), est marquée par l'importance des forêts et milieux semi-naturels (69,8 % en 2018), une proportion sensiblement équivalente à celle de 1990 (70,6 %). La répartition détaillée en 2018 est la suivante : 
forêts (64,8 %), prairies (16,8 %), zones agricoles hétérogènes (12,9 %), milieux à végétation arbustive et/ou herbacée (5 %), eaux continentales (0,5 %). L'évolution de l’occupation des sols de la commune et de ses infrastructures peut être observée sur les différentes représentations cartographiques du territoire : la carte de Cassini (XVIIIe siècle), la carte d'état-major (1820-1866) et les cartes ou photos aériennes de l'IGN pour la période actuelle (1950 à aujourd'hui).

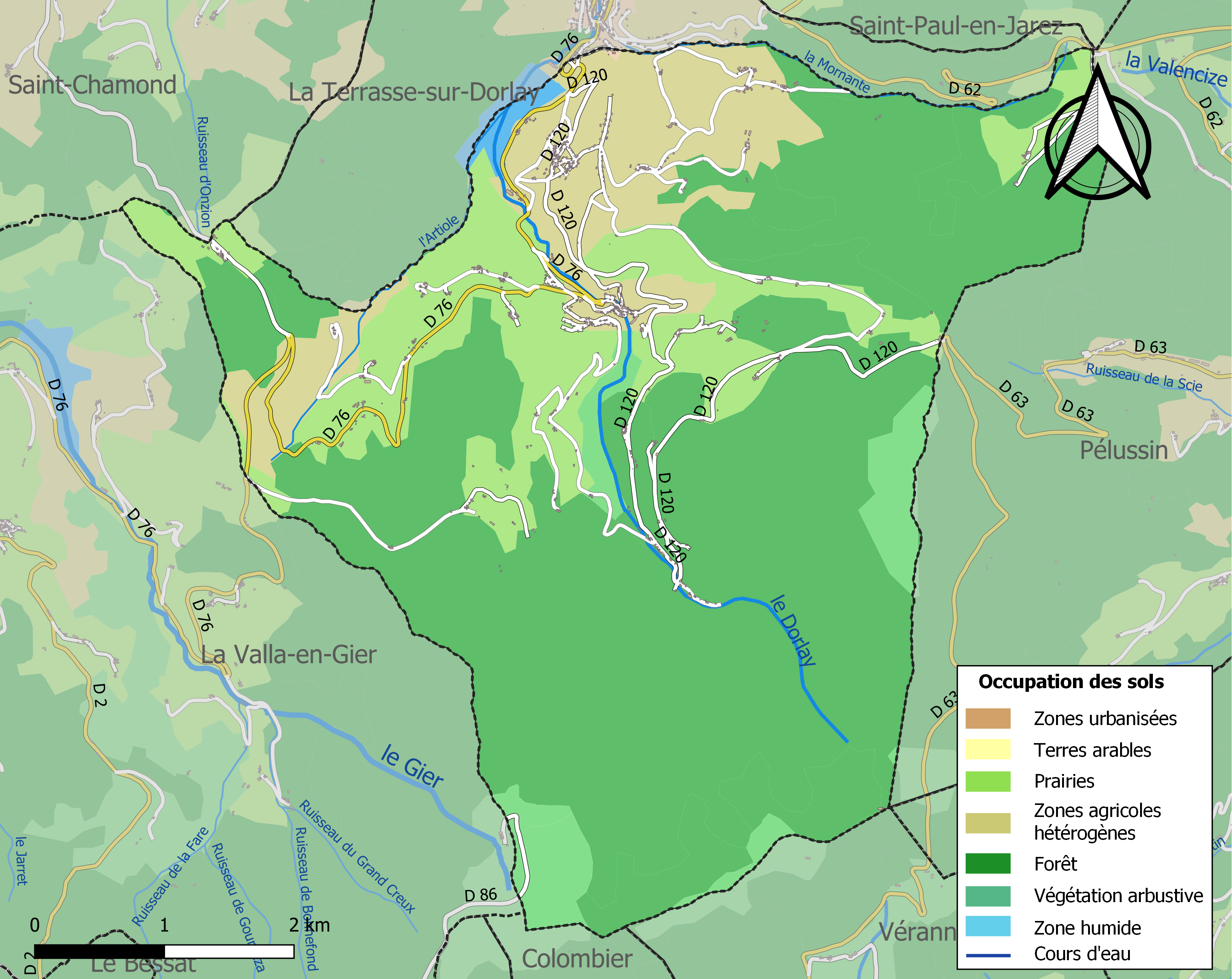
Carte des infrastructures et de l'occupation des sols de la commune en 2018 (CLC).

## Transports
La commune est desservie par la ligne 81 du réseau STAS qui relie Saint-Chamond centre en passant par La Terrasse-sur-Dorlay et Saint-Paul-en-Jarez.

## Histoire

### Moyen Âge
La première mention de Doizieu date de 812 : « dans le pays de Lyon sur une côte nommée Doizieu ». L'acte est celui de l'échange de l'église (dont le vocable n'est pas donné) réalisé par Saint-Maurice de Vienne au profit d'un laïc.
Au début du IXe siècle, Doizieu fait partie de l'église de Vienne. Saint Laurent patron de la paroisse de Doizieu, peu connu en Forez et Jarez fut très honoré au Dauphiné. L'implantation du système féodal fut plus tardive qu'ailleurs car elle fut compliquée par un enchevêtrement de seigneuries, appartenant d'abord à la famille de Farnay qui donna son nom au château des Farnanches, puis en paréage avec les Lavieu auxquels succédèrent les Layre et les Saint-Germain.
La paroisse apparaît dépendre de deux mandements : celui de Doizieu relevant de l'Église de Lyon, celui des Farnanches des Lavieu.
Lorsque l'archevêque Guichard et le comte du Forez Guy II fixent, en 1173, les limites du Forez et du comté ecclésiastique de Lyon (permutation de 1173). Le comte garde alors les droits sur la route de la Croix-de-Monvieux à Feurs.
En 1297, Etienne de Lavieu rend hommage au comte de Forez pour la maison forte des Farnanches.
Un acte de 1487 fait état du partage de la forêt de Doizieu entre trois seigneurs. Louis de Layre, seigneur de Doizieu, Artaud de Saint-Germain, seigneur du château des Farnanches, et le chapitre de l'église de Lyon.

### Époque moderne
En 1597, le seigneur de Doizieu et de Saint-Chamond, Jacques Mitte rachète les terres des farnanches. À cette époque, la ville est en pleine expansion et pour assurer son développement, la forêt voisine est précieuse. La totalité fut revendue pour 650 000 livres au marquis Jean Jacques Gallet de Mondragon en 1768. L'acte de vente mentionne une vieille tour carrée sans château ni maison et une scie à bois sur le Dorlay. Plus tard, la famille de Mondragon cédera cette tour pour servir de mairie.
Le marquis de Mondragon, ayant acheté le marquisat de Saint-Chamond, voulut exploiter sa forêt et, en 1770, il se heurta à l'opposition des habitants.
Comme dans beaucoup de paroisses, il y eut des rivalités homériques entre l'église-mère et ses annexes. Le seigneur percevait la dîme et versait la portion congrue au curé. En 1768, il y avait deux paroisses, en 1850 une troisième est créée. Au fil des années, le peuplement de la basse vallée du Dorlay dû à l'essor industriel, ne cessa de progresser au détriment des hautes terres.
Le nom de Doizieux signifie « cours d'eau ».

### Époque contemporaine
En 1905, Doizieux fut coupée en deux : la commune de La Terrasse-sur-Dorlay venait de naître.

## Politique et administration
| Période                                  | Période  | Identité                | Étiquette | Qualité |
| ---------------------------------------- | -------- | ----------------------- | --------- | ------- |
| Les données manquantes sont à compléter. |          |                         |           |         |
| mars 2014                                | En cours | Jean-Philippe Porcherot |           |         |

## Démographie
L'évolution du nombre d'habitants est connue à travers les recensements de la population effectués dans la commune depuis 1793. Pour les communes de moins de 10 000 habitants, une enquête de recensement portant sur toute la population est réalisée tous les cinq ans, les populations de référence des années intermédiaires étant quant à elles estimées par interpolation ou extrapolation. Pour la commune, le premier recensement exhaustif entrant dans le cadre du nouveau dispositif a été réalisé en 2006.

En 2022, la commune comptait 861 habitants, en évolution de +4,49 % par rapport à 2016 (Loire : +1,32 %, France hors Mayotte : +2,11 %).
| 1793  | 1800  | 1806  | 1821  | 1831  | 1836  | 1841  | 1846  | 1851  |
| ----- | ----- | ----- | ----- | ----- | ----- | ----- | ----- | ----- |
| 1 992 | 1 901 | 2 054 | 2 144 | 2 301 | 2 489 | 2 484 | 2 586 | 2 664 |

| 1856  | 1861  | 1866  | 1872  | 1876  | 1881  | 1886  | 1891  | 1896  |
| ----- | ----- | ----- | ----- | ----- | ----- | ----- | ----- | ----- |
| 2 506 | 2 523 | 2 404 | 2 253 | 2 300 | 2 214 | 2 250 | 2 219 | 2 011 |

| 1901  | 1906  | 1911  | 1921 | 1926 | 1931 | 1936 | 1946 | 1954 |
| ----- | ----- | ----- | ---- | ---- | ---- | ---- | ---- | ---- |
| 1 876 | 1 154 | 1 007 | 914  | 872  | 880  | 835  | 791  | 683  |

| 1962 | 1968 | 1975 | 1982 | 1990 | 1999 | 2006 | 2011 | 2016 |
| ---- | ---- | ---- | ---- | ---- | ---- | ---- | ---- | ---- |
| 604  | 520  | 478  | 521  | 594  | 645  | 789  | 839  | 824  |

| 2021 | 2022 | - | - | - | - | - | - | - |
| ---- | ---- | - | - | - | - | - | - | - |
| 852  | 861  | - | - | - | - | - | - | - |

## Lieux et monuments
- Tour de Doizieux.
- Église Saint-Just de Saint-Just.
- Église Saint-Laurent de Doizieux.
- Crêt de l'Œillon, panorama de la vallée du Rhône et des Alpes.
- Rocher d'escalade de la Sordière, 160 voies agréées Fédération française d'escalade.
- Barrage sur le Dorlay, canoë kayak.
- Col de la Croix de Montvieux (811 m), en limite Est du territoire communal et emprunté lors de la 18e étape du Tour de France 2008 et de la 13e étape du Tour de France 2014

## Personnalités liées à la commune
- L’abbé Antoine Dumas (1909 - 1969), prêtre de la commune (village de Saint Just) qui a sauvé des Juifs pendant la Seconde Guerre mondiale.